# A Lot Like Birds
A Lot Like Birds war eine US-amerikanische Post-Hardcore-Band aus Sacramento, Kalifornien, die von 2009 bis 2018 bestand und in ihrer Karriere vier Alben veröffentlichte.

## Geschichte
Gegründet wurde A Lot Like Birds im Jahr 2009 in Sacramento, Kalifornien als Gitarrist Michael Franzino lokale Musiker einlud, um ein gemeinsames Album einzuspielen. Das Resultat war das Debütalbum Plan B, das von den Musikern im Internet frei zur Verfügung gestellt wurde. Auf diesem waren unter anderem Hörner, Violinen, sowie mehrere Gastsänger zu hören. Kurz nach der Herausgabe begannen die Musiker eine Kernbesetzung zu bilden, die aus Franzino, Ben Wiacek an der zweiten E-Gitarre, Michael Littlefield am E-Bass, Frontsänger Cory Lockwood und Joseph Arrington am Schlagzeug bestand. Die übrigen Musiker, die auf dem Album in Erscheinung getreten sind, sollten als Gastmusiker bei Liveauftritten zu sehen sein.
Im Januar des Jahres 2011 wurde Kurt Travis, der ehemalige Sänger der experimentellen Post-Hardcore-Band Dance Gavin Dance als zweiter Sänger fest in die Band integriert. Im April gleichen Jahres unterschrieb die Band einen Plattenvertrag bei Doghouse Records, worüber im Oktober das zweite Album Conversation Peace herausgebracht wurde. Ein Jahr später wechselte die Gruppe zu Equal Vision Records und veröffentlichte das dritte Album No Place über die Plattenfirma. Das Album schaffte den Einstieg in die nationalen Albumcharts, wo das Album auf Platz 199 einstieg.
Im Februar 2015 verließ Bassist Littlefield die Gruppe und wurde durch Matt Coate ersetzt, der im Juni zur Band stieß. Ein Jahr darauf verließ auch Kurt Travis die Gruppe, da er sich mit der musikalischen Ausrichtung unzufrieden zeigte. Nach dem Abgang von Kurt Travis übernahmen der frisch in die Gruppe integrierte Coate und Shouter Lockwood Kurts Gesangparts. Im Mai 2017 erschien das vierte Album DIVISI. Im Februar 2018 gaben die Musiker die sofortige Auflösung der Band bekannt.

## Diskografie
- 2009: Plan B (Album, Eigenproduktion)
- 2011: Conversation Piece (Album, Doghouse Records)
- 2013: No Place (Album, Equal Vision Records)
- 2017: DIVISI (Album, Eigenproduktion)